# Freiherr-vom-Stein-Kaserne (Diez)
Die Freiherr-vom-Stein-Kaserne ist eine ehemalige Kaserne der Bundeswehr in Diez-Ost. Die 29,8 Hektar große Truppenunterkunft entstand 1956 auf dem Gelände des ehemaligen Stammlagers (Stalag) XII A, eines durch die Nationalsozialisten im Zweiten Weltkrieg errichteten Kriegsgefangenenlagers. 1960 wurden die Baracken des Lagers durch Neubauten vollständig ersetzt. Hauptsächlich waren in der Kaserne Nachschub-Verbände und Logistiktruppenteile mit 982 Dienstposten stationiert. Die Kaserne wurde Mitte 2015 durch die Bundeswehr aufgegeben. Bevor eine zivile Konversion des Geländes geplant und umgesetzt werden konnte, erfolgte ab September 2015 die Umnutzung als Aufnahmeeinrichtung für Asylbegehrende (AfA), in der über 700 Asylsuchende und Flüchtlinge untergebracht wurden. Seit September 2017 ist in der Kaserne das Bundespolizeiaus- und -fortbildungszentrum Diez untergebracht, das dauerhaft am Standort verbleiben soll.

## Vorgeschichte, Bau und Stationierungsgeschichte
Im Zusammenhang mit dem Überfall der deutschen Wehrmacht auf Polen am 1. September 1939 wurde ab August 1939 auf dem späteren Kasernengelände ein Kriegsgefangenen-Durchgangslager („Dulag“) eingerichtet, das hauptsächlich aus Holzbaracken bestand. Ab Januar 1940 wurde es in ein Kriegsgefangenen-Stammlager („Stalag“) der Wehrmacht umgewandelt und erhielt die Bezeichnung XII A. Es war ausgelegt für die gleichzeitige Internierung von bis zu 43.000 Kriegsgefangenen. Aufgenommen wurden hauptsächlich Belgier, Franzosen, Briten, Polen, Russen, US-Amerikaner und Italiener. Fast 100.000 Soldaten und politische Häftlinge wurden zwischen 1939 und 1945 im Gefangenenlager registriert. Sie waren unter unmenschlichen Bedingungen untergebracht und zur Zwangsarbeit verpflichtet. Die Zahl der Opfer ist bis heute unbekannt. 500 sowjetische Kriegsgefangene sind vom Stalag XII A in das Konzentrationslager Buchenwald überführt und dort hingerichtet worden. Am 23. Dezember 1944 wurde das Kriegsgefangenenlager versehentlich von alliierten Luftstreitkräften bombardiert, deren Ziel der Limburger Bahnhof gewesen war. 80 Gefangene starben, über 100 Häftlinge wurden verletzt. Am 27. März 1945 wurde das Lager schließlich durch US-amerikanische Truppen befreit.
Nach dem Ende des Zweiten Weltkrieges wurden im Lager, das nunmehr als Prisoner of War Temporary Enclosure A19 benannt war, durch US-Truppen erneut Kriegsgefangene ab Ende März 1945 untergebracht. 30.000 bis 35.000 Soldaten der Wehrmacht waren hier interniert. Die Bedingungen im Lager wurden schrittweise verbessert, etwa durch den Einbau sanitärer Anlagen und durch Errichtung eines Lazaretts, das im Juni 1945 von Heidesheim nach Diez gebracht wurde. Das Kriegsgefangenenlager wurde am 10. Juli 1945 von den amerikanischen Truppen an die französische Besatzungsmacht mit ca. 22.000 noch verbliebenen Kriegsgefangenen übergeben. Das Lager wurde in der darauffolgenden Zeit geräumt, indem die Gefangenen entlassen, in andere Lager oder nach Frankreich zu Reparationsarbeiten gebracht wurden.
Von 1946 bis 1948 internierte die französische Armee im Lager ehemalige NS-Funktionäre und andere Zivilpersonen, bei denen der Verdacht bestand, Straftaten in der NS-Zeit begangen zu haben. Später wurde ein Camp für Displaced Persons eingerichtet, in dem insbesondere Holocaustüberlebende sowie ausländische Zwangsarbeiter auf ihrem Weg in ihre Heimat eine Zwischenunterkunft erhielten. Von 1952 bis 1956 waren schließlich französische Truppen sowie Vorläufereinheiten der späteren Bundeswehr untergebracht. Am 3. November 1956 übernahm die Bundeswehr offiziell das Lager als Kaserne.
Die Nutzung des Standortes begann mit einer Reihe von Aufstellungen neuer Verbände, die jeweils kurz darauf an ihre vorgesehenen Standorte verlegt wurden. 1956 zog der Stab des Feldzeugregiments 501 in die Barackenanlage ein, wurde jedoch noch im selben Jahr nach Ludwigsburg verlegt. Die Einheit wurde 1959 in Instandsetzungsregiment 2 umbenannt, zog 1960 nach Ulm und erfuhr 1972 die Umgliederung zum Instandsetzungskommando 2 des II. Korps. 1993 wurde das Kommando zum Instandsetzungsregiment 21 und kam nach Dornstadt. 1996 erfolgte die Fusionierung mit dem Nachschub-/Transportregiment 22 zum Logistikregiment 22. 2002 wurde das Logistikregiment 22 zum Logistikregiment 47 umbenannt. 2015 kam schließlich die Auflösung.
Ebenfalls 1956 bezog die Quartiermeisterkompanie 2 die Kaserne, verließ diese jedoch 1957 wieder, um in der Fritsch-Kaserne in Koblenz eine neue Heimat zu erhalten. 1959 wurde die Kompanie aufgelöst.
Im November 1956 zog die Unteroffizierlehrkompanie „Andernach“, die am 1. August 1956 in der Krahnenberg-Kaserne in Andernach aufgestellt worden war, in die Baracken des ehemaligen Kriegsgefangenenlagers ein. Am 26. Februar 1957 verlegte diese Einheit in das Lager Rheinbach, wo sie schließlich am 31. März 1957 in 1. Wachkompanie des Wachbataillon BMVg umbenannt wird.
Anfang März 1957 erfolgten die Aufstellungen der mittleren Feldzeuginstandsetzungskompanie 539 und der mittleren Feldzeuginstandsetzungskompanie 540 in der Kaserne in Diez-Ost. Bereits am 14. März 1957 erfolgt die Verlegung der mittleren Feldzeuginstandsetzungskompanie 539 in die Spilburg-Kaserne Wetzlar. Die mittlere Feldzeuginstandsetzungskompanie 540 kam noch 1957 in die Fritsch-Kaserne nach Koblenz.
Am 16. Mai 1957 schlug in der Kaserne die Geburtsstunde des Feldzeugregiments 504. Im Januar 1958 verlegte diese Einheit in die Rhein-Kaserne nach Koblenz, wo im April 1959 ihre Umbenennung in Instandsetzungsregiment 3 des III. Korps erfolgte. 1967 erhielt diese Einheit die Bezeichnung als Korpsinstandsetzungskommandeur 3. 1972 folgte die Umstrukturierung in das Instandsetzungskommando 3 des III. Korps. 1993 wurde das Instandsetzungskommando 3 schließlich aufgelöst.
Ebenfalls 1957 wurde die Feldzeugdepotkompanie 606 in der Kaserne aufgestellt. 1958 wurde diese Einheit in die Rhein-Kaserne nach Koblenz verlegt. Dort wurde sie am 1. Dezember 1958 in Ersatzteilkompanie 453 umbenannt. Am 1. Oktober 1966 erfolgte eine weitere Umbenennung in 5./mittleres Instandsetzungsbataillon 450, schließlich am 1. Oktober 1972 in 5./Instandsetzungsbataillon 450, bevor die Kompanie am 1. Oktober 1975 im Instandsetzungsbataillon 5 aufging.
Das Quartiermeisterregiment 903 wurde 1957 in der Kaserne aufgestellt. Ihm unterstanden u. a. das Quartiermeisternachschubbataillon 907 und das in Zweibrücken stationierte Quatiermeistertransportbataillon 914. Am 16. März 1959 erfolgte die Umgliederung zum Transportregiment 3 des III. Korps. Das Regiment wurde am 1. Januar 1962 zum Korpsnachschubkommandeur 3 umbenannt. 1972 erfolgte dann eine weitere Umgliederung zum Nachschubkommando 3. 1993 wurde der Verband nach Koblenz in die Rhein-Kaserne verlegt und zum 31. Oktober 1995 aufgelöst.
Am 1. April 1959 kam aus Zweibrücken die 1957 aufgestellte schwere Betriebsstofftransportkompanie 317 in die Kaserne nach Diez. Sie wurde dem Materialbataillon 310 unterstellt und am 1. Mai 1963 schließlich aufgelöst.
1959/1960 erfolgte der Neubau der Kaserne. Die Holzbaracken wurden durch moderne Unterkunfts-, Stabs- und Versorgungsgebäude ersetzt. Die Kaserne erhielt 1960 den Namen „Freiherr-vom-Stein-Kaserne“.
Ab 1. Juli 1956 wurde in Andernach das Quartiermeisternachschubbataillon 907 mit Stabszug 907, Quartiermeisternachschubkompanie 929, Quartiermeisternachschubkompanie 934 und Quartiermeisterinstandsetzungskompanie 939 aufgestellt. Am 1. Februar 1957 erhielt das Bataillon seine Führung. Am 27. Februar 1958 wurde das Bataillon in Quartiermeisterbataillon 907 umbenannt und mit der Quartiermeisternachschubkompanie 929 und der Quartiermeisterinstandsetzungskompanie 939 nach Diez verlegt, wobei der Stab in das Schloss Oranienstein einzog, die beiden Kompanien ihr Quartier in der Stadt-Kaserne, der späteren Wilhelm-von-Nassau-Kaserne Diez nahmen. In Andernach verblieb nur noch die Quartiermeisternachschubkompanie 934. Am 1. April 1959 wurde das Bataillon abermals umbenannt in Materialbataillon 310. Am 1. Juli 1960 konnten die Einheiten des Bataillons in die neue Freiherr-vom-Stein-Kaserne in Diez einziehen, darunter auch der Stab des Materialbataillon 310.
1960 wurde in der Freiherr-vom-Stein-Kaserne die (Pionier-)Ausbildungskompanie 14/III aufgestellt. Noch im selben Jahr erfolgte ihre Verlegung nach Zweibrücken, 1962 weiter nach Daaden-Emmerzhausen. Zum 1. Januar 1966 wurde die Ausbildungskompanie 14/III aufgelöst.
Während die Radiokompanie 993 am 4. November 1959 in Rengsdorf im Westerwald aufgestellt und 1961 nach Diez verlegt worden war, entstanden ihre Schwesterkompanien 990 und 991 erst 1961 in der Freiherr-vom-Stein-Kaserne. Aus den Kompanien wurde 1962 das Rundfunkbataillon 990 gebildet, das am 1. November 1962 schließlich nach Andernach zum Betrieb des Bundeswehr-Radiosenders „Radio Andernach“ verlegt wurde. In der dortigen Krahnenberg-Kaserne erlebte das Bataillon zahlreiche Umbenennungen: ab Mai 1963 hieß es Rundfunkbataillon 701, ab April 1965 PSK-Senderbataillon 701, ab April 1971 PSV-Senderbataillon 1, ab 1974 PSV-Sendebataillon 1, ab 1975 PSV-Bataillon 1, ab 1. April 1981 PSV-Bataillon 850 (teilaktiv), ab Oktober 1990 Fernmeldebataillon 950 Operative Information, ab 1998 Bataillon Operative Information 950. Am 1. Juli 2002 wurde es zunächst nach Mayen verlegt, bevor es im selben Jahr nach Koblenz kam. Am 31. Januar 2014 erfolgte schließlich die Auflösung des Bataillons.
Am 1. April 1962 wurde aus dem Materialbataillon 310 das Nachschubbataillon 310. 1967 erfolgte die Teilung des Bataillons in Nachschubbataillon 310 und Nachschubbataillon 320. Dabei wurde die Nachschubkompanie 321 in das Nachschubbataillon 320 eingegliedert. Beide Bataillone waren weiterhin in der Kaserne stationiert.
1967 wurde die 5. Kompanie des in Buch bei Kastellaun neu aufgestellten Betriebsstofftransportbataillon 390 in der Freiherr-vom-Stein-Kaserne untergebracht.
Das 1967 aus Teilen des Nachschubbataillons 310 hervorgegangene und in der Kaserne stationierte Nachschubbataillon 320 wurde 1971 wieder aufgelöst. Es ging im Wesentlichen im Nachschubausbildungszentrum 300 auf, das von 1972 bis 1990 im Schloss Oranienstein eingerichtet war.
1971 wurde im Mobilmachungsstützpunkt der Kaserne das Material des 1970 in der Fritsch-Kaserne Koblenz aufgestellten Nachschubbataillon 350 (Geräteeinheit) untergebracht. Auch dieses Bataillon wurde 1972 zur Aufstellung des Nachschubausbildungszentrum 300 herangezogen und aufgelöst.
Die 1970 in der ehemaligen Gendarmeriekaserne in Bad Ems aufgestellte, teilaktive Frontnachrichtenlehrkompanie 300 wurde 1971 in die Freiherr-vom-Stein-Kaserne verlegt. 1979 erfolgte die Umbenennung zur teilaktiven Frontnachrichtenkompanie 300, 1980 bereits wieder die Bezeichnung als Frontnachrichtenlehrkompanie 300 (teilaktiv). Diese Einheit blieb bis 2002 bestehen und wurde sodann in das Feldnachrichtenzentrum der Bundeswehr mit Sitz in der Freiherr-vom-Stein-Kaserne eingegliedert.
Am 1. September 1971 wurde aus der 5./Betriebsstofftransportbataillon 390 die 5./Transportbataillon 370 aufgestellt, die in der Freiherr-vom-Stein-Kaserne bis zu ihrer Auflösung am 26. März 2003 verblieb.
Die am 1. Mai 1967 in der Hochwald-Kaserne Hermeskeil aufgestellte 4./Transportbataillon 370 wurde am 1. Juli 1974 in die Freiherr-vom-Stein-Kaserne verlegt und verblieb hier bis zu ihrer Auflösung am 26. März 2003.
1975 wird die 4./Nachschubbataillon 340, die aus der Materialkompanie 309 bzw. der 4./Nachschubbataillon 310 hervorgegangen war, in 3./Nachschubbataillon 5 umbenannt.
1980 wird ein Zug der 6./Nachschubbataillon 5 (Geräteeinheit) aus der Steuben-Kaserne aktiv gesetzt und in die Freiherr-vom-Stein-Kaserne verlegt.
Im Zuge der 1984 erfolgten Neugliederung der Materialkompanien des III. Korps wurde das Gerät der 3./Nachschubbataillon 5 in die Steuben-Kaserne nach Gießen verlegt. Die 5./Nachschubbataillon 310 wurde in der Freiherr-vom-Stein-Kaserne neu aus dem Personal der bisherigen 3./Nachschubbataillon 5 gebildet und erhielt ihr Gerät von der bisherigen, im Jahre 1980 aus der Umschlagstaffel gebildeten 5./Nachschubbataillon 310 aus Koblenz. Der aktive Zug der 6./Nachschubbataillon 5 (Geräteeinheit) kam wieder in diesen Standort nach Gießen zurück.
Als Geräteeinheiten waren die Feldersatzbataillone 310 und 330 in den 1980er Jahren im Mobilmachungsstützpunkt der Freiherr-vom-Stein-Kaserne stationiert. Ebenfalls in den 1980er Jahren war die Mobilmachungsvorbereitungsgruppe des Nachschubkommando 3 hier beheimatet.
Ab 1. Januar 1986 bestand die Fahrschulgruppe Diez und ab 1. Oktober 1990 zusätzlich die Fahrschulgruppe Diez 2, die in der Kaserne untergebracht waren. Beide Fahrschulgruppen wurden mit der Bildung der Kraftfahrausbildungszentren der Bundeswehr mit Ablauf des 31. März 1994 aufgelöst.
Mit der Einnahme der Heeresstruktur V in 1993 wurde das Nachschubbataillon 310 umstrukturiert und übernahm Kompanien mit Standorten in Süddeutschland. Zudem wurde es dem Nachschubtransportregiment 22 als Teil der Logistikbrigade 2 unterstellt. Am Standort Freiherr-vom-Stein-Kaserne in Diez verblieben die 1., 3., 4. und 5. Kompanie, während die bisherige 2. Kompanie aufgelöst wird.
Die am 1. Mai 1967 in Hermeskeil aufgestellte 2./Transportbataillon 370 wurde 1993 in die Freiherr-vom-Stein-Kaserne verlegt und zum 26. März 2003 aufgelöst.
Vom 1. Oktober 1993 bis zum 31. März 2002 bestand die Feldersatzkompanie 340 als Geräteeinheit in der Freiherr-vom-Stein-Kaserne.
1996 wurde das Nachschubbataillon 310 dem Logistikregiment 21 in Dornstadt unterstellt, verblieb aber mit der 1., 3. bis 5. Kompanie in Diez.
Am 1. Oktober 2002 wurde die Logistische Steuerstelle 23 des Logistikzentrums der Bundeswehr in der Kaserne eingerichtet. Sie wurde am 1. Januar 2006 in Logistische Steuerstelle 7 umbenannt. Zum 30. Juni 2015 erfolgte dann ihre Auflösung.
2002 wurde das Feldnachrichtenzentrum der Bundeswehr in der Freiherr-vom-Stein-Kaserne eingerichtet und hierfür auch Teile der teilaktiven Frontnachrichtenlehrkompanie 300 verwendet, die im selben Jahr aufgelöst wurde.
Zum 31. Dezember 2002 wurde das Nachschubbataillon 310 aufgelöst.
Am 26. Juni 2002 wurde die Aufstellung des Stabes mit Stabskompanie des Logistikregiments 46 in der Freiherr-vom-Stein-Kaserne in Diez befohlen. Ab 1. Juli 2002 erfolgte die Heranziehung von Personal und Material vom Nachschubbataillon 310, des Luftwaffenversorgungsregiment 8 und des Transportbataillons 370. Am 1. Januar 2003 wurde in der Freiherr-vom-Stein-Kaserne das Logistikbataillon 462 gebildet. Die Indienststellung des Logistikregiments 46 fand am 9. Oktober 2003 statt. Dem Regiment waren die Logistikbataillone 461 in Walldürn und 462 in Diez, das Versorgungs- und Ausbildungszentrum 463 in Diez und das Spezialpionierbataillon 464 in Speyer zugeordnet. Am 1. Juli 2005 erfolgte die Unterstellung des Transportbataillons 10 in Ellwangen und des Logistikbataillons 12 in Veitshöchheim, die am 1. Oktober 2005 in Transportbataillon 465 und Logistikbataillon 467 (ab Mitte 2006 mit Standort in Volkach) umbenannt wurden. Ab 1. Januar 2006 wurde das Logistikbataillon 462 in das Nachschubbataillon 462 in Diez umgegliedert. Während am 1. Januar 2007 das Logistikbataillon 461 den Verband verließ und dem Logistikregiment 47 unterstellt wurde, erhielt das Regiment das Instandsetzungsbataillon 466 in Volkach. Das am 1. April 2003 gebildete Versorgungs- und Ausbildungszentrum 463 wurde zum 31. Dezember 2007 aufgelöst. Mit der Bundeswehrreform 2011 kam das Aus für das Logistikregiment 46. Es wurde zum 31. Dezember 2012 aufgelöst. Die ihm unterstellten vier Bataillone wurden zunächst dem Logistikregiment 47 zugeordnet, wobei drei von ihnen aufgelöst wurden. Dazu gehörte auch das Nachschubbataillon 462 in Diez, das zum 30. September 2014 außer Dienst gestellt wurde.
Seit 1. August 2009 bis zur Aufgabe des Standortes war in der Freiherr-vom-Stein-Kaserne die BWI Informationstechnik GmbH SC Koblenz VOS Diez untergebracht.
Vom 7. März 2012 bis zur Schließung der Kaserne war die Heeresinstandsetzungslogistik Messbereich 7 Diez hier stationiert.
Die Überwachungsstelle für öffentlich-rechtliche Aufgaben des Sanitätsdienstes der Bundeswehr West wurde am 1. Januar 2013 in der Kaserne eingerichtet und bestand bis zum 30. Juni 2016.
Für die medizinische Versorgung war am Standort der Sanitätsbereich 41/1 zwischen dem 1. Juli 1972 und dem 30. Juni 1997 mit Material ausgestattet. Der Standortarzt Diez war in der Kaserne zwischen dem 1. März 1965 und dem 31. Dezember 1997 stationiert. In den 1980er Jahren war zudem der Truppenarzt Diez eingesetzt. Das Sanitätszentrum Rennerod Teileinheit Diez und die Sanitätsstaffel Diez befanden sich vom 1. Juli 2004 bis zur Auflösung am 30. September 2015 in der Kaserne. Die Zahnstation H 5 (Divisionszahnstation) bestand vom 1. März 1965 bis 30. September 1972, die Zahnstation (Terr) H 407 vom 1. Oktober 1972 bis 31. März 1981 sowie die Zahnarztgruppe 402/1 vom 1. April 1981 bis 31. Dezember 1998.
Mit der Stationierungsentscheidung 2011 wurde das Ende des Bundeswehrstandortes Freiherr-vom-Stein-Kaserne in Diez besiegelt. Von 1.520 Dienstposten in den Standorten in Diez sollten lediglich 150 im Schloss Oranienstein verbleiben, obwohl bis 2011 Millionen Euro in die Freiherr-vom-Stein-Kaserne investiert worden waren, etwa durch die energetische Sanierung sämtlicher Gebäude, die Errichtung eines IT-Netzes und eines neuen Wirtschaftsgebäudes.
Mit dieser Entscheidung begannen die Überlegungen zu einer Konversion der Kasernenflächen. 2012 erklärte der damalige rheinland-pfälzische Ministerpräsident Kurt Beck, diesen Prozess zu unterstützen. Nach Freiwerden der Flächen übernahm die Bundesanstalt für Immobilienaufgaben die Liegenschaft. 2014 gab der Landrat des Rhein-Lahn-Kreises, Frank Puchtler, bekannt, dass das Land eine Machbarkeitsstudie für die Umnutzung der Kaserne mit einem Zuschuss im Umfang von 9.254 Euro fördere.
Nachdem die Bundeswehr bis Mitte 2015 die Freiherr-vom-Stein-Kaserne verlassen hatte, ergab sich eine neue Bedarfssituation. Aufgrund der Flüchtlingswelle wegen des anhaltenden Krieges in Syrien sollten nunmehr die Unterkunftsgebäude der Kaserne ab Jahresende 2015 als Aufnahmeeinrichtung für Asylbegehrende genutzt werden. Die sich Anfang September 2015 verschärfende Situation zwang jedoch dazu, die Einrichtung der Erstaufnahmeeinrichtung vorzuziehen. Vom 10. bis 12. September 2015 richtete das Deutsche Rote Kreuz als Betreiber der Einrichtung gemeinsam mit dem Technischen Hilfswerk die Kasernengebäude für die Unterbringung von Flüchtlingen her. 429 Flüchtlinge zogen daraufhin sofort ein. Da der Zustrom an Flüchtlingen jedoch weiter anhielt, mussten die Kapazitäten weiter erhöht werden, um bis zu 800 Flüchtlinge beherbergen zu können. Ende September 2015 waren bereits 749 Flüchtlinge in der Freiherr-vom-Stein-Kaserne aufgenommen.
Im November 2016 gab das Bundesinnenministerium bekannt, die Freiherr-vom-Stein-Kaserne ab September 2017 als Ausbildungszentrum der Bundespolizei bis mindestens 2023 nutzen zu wollen. Dadurch sollte erreicht werden, dass durch die Erhöhung der Stellen bei der Bundespolizei um 7.500 Dienstposten bundesweit genügend Ausbildungskapazitäten zur Verfügung stehen. Es wurde geplant, bis zu 500 Polizeischüler am Standort nunmehr unterzubringen. Die Erstaufnahmeeinrichtung für Asylsuchende musste die Kaserne schrittweise zu räumen. Daraufhin wurden die Bewohner auf andere Einrichtungen und Kommunen verteilt sowie keine Nachbelegungen der Unterkünfte mehr vorgenommen. Planmäßig im September 2017 wurde das Bundespolizeiaus- und -fortbildungszentrum Diez geöffnet.
Im Dezember 2018 erklärte der Bürgermeister der Verbandsgemeinde Diez, Michael Schnatz, dass die Bundespolizeiausbildungsstätte dauerhaft in der Freiherr-vom-Stein-Kaserne verbleiben werde.